# بوق (عائلة آلات نفخ)
عائلة البوق أو النَّفير أو الصور أو الناقور هو أي عائلة من الآلات الموسيقية مصنوعة من أنبوب، مصنوعة من المعدن ويغلب أن تكون منحنية بطرق مختلفة، ذات نهاية واحدة ضيقة ينفخ فيها الموسيقيّ، ونهاية واسعة يخرج منها الصوت. في البوق يزداد عرض التجويف تدريجيًا عبر معظم طوله - أي أنه مخروط شكلُه وليس أسطوانيًا، بعكس بعض الآلات النحاسية الأخرى مثل البوق.